# Mostki (Litwa)
Mostki (lit. Tilteliai) – wieś na Litwie, w okręgu wileńskim, w rejonie wileńskim, w gminie Rukojnie.

## Historia
W dwudziestoleciu międzywojennym wieś i zaścianek leżące w Polsce, w województwie wileńskim, w powiecie wileńsko-trockim, w gminie Rudomino. W 1931 miejscowość liczyła:
- wieś Mostki – 30 mieszkańców, zamieszkałych w 6 budynkach,
- zaścianek Mostki (hist. Syry) – 7 mieszkańców, zamieszkałych w 1 budynku[2].

Po II wojnie światowej w granicach Związku Sowieckiego. Od 1991 na niepodległej Litwie.